# سيان أوكيسي
سيان أوكيسي (بالإنجليزية: Seán O'Casey) ؛ واسم ميلاده جون كيسي (John Casey)، ولد في 30 من مارس 1880م وتوفي في 18 من سبتمبر 1964م) هو كاتب سيناريو وكاتب مذكرات أيرلندي . وهو اشتراكي ملتزم،حيث كان أول كاتب مسرحي أيرلندي يكتب مذكرات عن الطبقات العاملة في دبلن.

## روابط خارجية
- سيان أوكيسي على موقع IMDb (الإنجليزية)
- سيان أوكيسي على موقع الموسوعة البريطانية (الإنجليزية)
- سيان أوكيسي على موقع مونزينجر (الألمانية)
- سيان أوكيسي على موقع ألو سيني (الفرنسية)
- سيان أوكيسي على موقع ميوزك برينز (الإنجليزية)
- سيان أوكيسي على موقع أول موفي (الإنجليزية)
- سيان أوكيسي على موقع قاعدة بيانات برودواي على الإنترنت (الإنجليزية)
- سيان أوكيسي على موقع قاعدة بيانات الأفلام السويدية (السويدية)
- سيان أوكيسي على موقع إن إن دي بي (الإنجليزية)
- سيان أوكيسي على موقع ديسكوغز (الإنجليزية)